# 유호 (작가)
유호(兪湖) 또는 호동아(胡童兒), 본명: 유해준, 본명 한자: 兪海濬,  1921년 11월 15일 ~ 2019년 5월 6일)는 대한민국의 극작가 겸 대중음악 작사가이다.

## 생애
본관은 기계(杞溪)이고 호(號)는 산남(山南)이다. 황해도 해주에서 출생하였으며, 1942년 동양화가로 첫 입문하였다. 초기에는 '호동아(胡童兒)'라는 이름의 작곡가로 활동하였으며, 그의 작품은 휴머니즘과 페이소스가 공존한다. 골프와 바둑이 취미였다. 슬하에 1남 1녀를 두고 있고, 맏아들 유건목(兪建穆, 1945년 8월 16일 서울 출생 ~ 2007년 3월 16일 향년 61세로 별세)은 바둑 TV 이사장을 지낸 기업가였다.

## 주요 경력
- 1942년 동양화가로 화단에 첫 등단
- 1943년 극작가로 문단에 등단
- 1944년 서예가로 등단
- 1945년 경성중앙방송 예하 국장
- 1945년 경향신문 편집부 차장
- 1946년 시인으로 등단
- 1947년 노래 《신라의 달밤》 작사로써 작사가 데뷔
- 1949년 경향신문 문화부 차장
- 1950년 영화 《여인애사》의 조연으로 영화배우 및 시나리오 각본가 데뷔
- 1954년 경향신문 문화부 부장
- 1957년 영화 《황혼열차》로 영화 기획가 겸 영화 각색가 데뷔
- 1961년 경향신문 편집국 국장
- 1962년 일요신문 편집국 국장
- 1962년 일요신문 편집국 국장 직위 퇴임
- 1963년 서라벌예술초급대학 전임교수(1964년 퇴임)
- 1964년 한국독립당 문화예술행정특보위원(1964년 11월)
- 1965년 한국독립당 문화예술행정특보위원 직위 퇴임(1965년 6월)
- 1968년 중앙대학교 전임교수(1969년 퇴임)
- 1968년 TBC 동양방송 전속작가
- 1974년 서울예술전문학교 전임교수
- 1980년 한국방송작가협회 이사장
- 1982년 동국대학교 객원교수(1983년 퇴임)
- 1986년 한국방송작가협회 이사장 직위 퇴임
- 1992년 한국방송작가교육원 원장
- 1992년 한국방송작가협회 고문
- 1998년 한국방송작가교육원 원장 직위 퇴임

## 대표작

### 드라마
- TV손자병법

### 작사 가요
- 1949년 <비내리는 고모령>, <여인애가>,  제작사 : 럭키
- 1954년 <이별의 언덕>, <가을인가 가을>, 제작사 : 유니버샬
- 1954년 <무정부루-스>, <명동에레-지>, 제작사 : 유니버샬
- 1954년 <이별의 부산정거장>, 제작사 : 유니버살레코드사
- 1955년 <뉴-차이나타운>, <코리아룸바>, 제작사 : 유니버샬
- 《신라의 달밤》
- 《전우야 잘자라》
- 《진짜 사나이》
- 《맨발의 청춘》
- 《떠날 때는 말없이》
- 《삼다도 소식》
- 《아내의 노래》
- 《님은 먼 곳에》

## 같이 보기
- 이부풍
- 황문평
- 송해
- 장일남
- 최창권
- 최하원
- 정민섭
- 양미란
- 오민우
- 오기택
- 정원
- 박일남
- 차태진
- 이미자
- 남진
- 나훈아
- 고복수
- 황금심
- 김해송
- 이난영
- 이봉룡
- 한운사
- 길옥윤
- 박춘석
- 신중현
- 패티 김
- 유호의 텔레비전 드라마 각본 작품 목록